# Bruchweiler-Bärenbach
Bruchweiler-Bärenbach là một xã thuộc huyện Südwestpfalz, trong bang Rheinland-Pfalz, phía tây nước Đức. Xã này có diện tích 9,36 km², dân số thời điểm ngày 31 tháng 12 năm 2006 là 1704 người.